# Diocèse de Wanzhou
Le diocèse de Wanhzou, autrefois diocèse de Wanhsien ou de Wanxian (en latin: Diocoesis Uanscienensis) est un diocèse catholique situé dans le Sichuan en Chine et la province ecclésiastique de Chongqing (qui se trouve à 228 km). Son siège a été transféré à la cathédrale (ex-église) du Sacré-Cœur de Longbao, pendant la construction et la mise à l'eau du barrage des Trois Gorges (1993-2006). En effet, une grande partie du district de Wanzhou (ex-Wanhsien ou Ouan-hien), soit 47 %, est immergée par les eaux, à cause de la construction du nouveau barrage sur le Yang-Tsé. L'ancienne cathédrale de l'Immaculée-Conception, construite au XIXe siècle, a donc été engloutie. Une nouvelle cathédrale de l'Immaculée-Conception a été consacrée et ouverte en 2002, à quelques kilomètres.
C'était autrefois un territoire des Missions étrangères de Paris.

## Historique

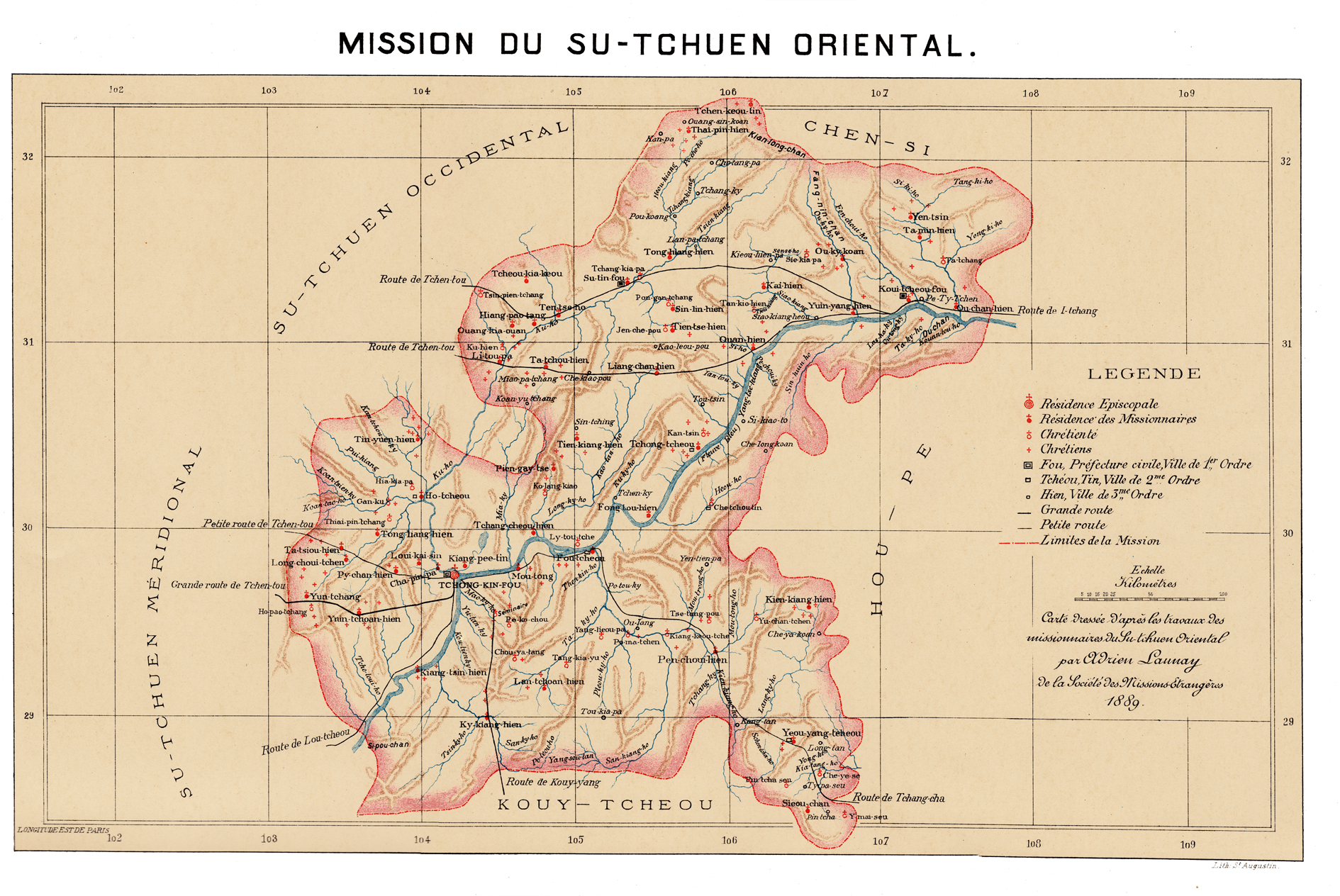
Carte dressée d'après les travaux des missionnaires du Su-tchuen oriental, par Adrien Launay, 1889.

- 2 août 1929 : création du vicariat apostolique de Wanhsien (Ouan-hien), détaché du vicariat apostolique de Tchong-kin (Tchong-kin-fou)
- 11 avril 1946 ; élevé au statut de diocèse par la bulle Quotidie Nos de Pie XII[2].
- En 1998, NNSS Matthias In-Min et Joseph Xu Zhixuan, ont été invités à participer à l'assemblée spéciale pour l'Asie au synode des évêques convoqué à Rome par Jean-Paul II, mais le gouvernement chinois leur a interdit de quitter le territoire chinois. Ces évêques ont été consacrés avec l'approbation du Saint-Siège et du gouvernement. Cinq églises ont déjà été reconstruites ailleurs.

Le diocèse s'occupe, en plus de ses activités paroissiales, de trois cliniques, d'une maison de retraite, de trois jardins d'enfants et d'une hôtellerie. Onze prêtres et seize religieuses chinois desservaient le diocèse en 2009.

## Ordinaires
- François-Xavier Wang Tse-pu, 11 avril 1946 - 3 avril 1947
- Matthias In-Min, 9 juin 1949 - 10 janvier 2001, décédé
- Joseph Xu Zhixuan, coadjuteur le 31 juillet 1989, évêque le 10 janvier 2001 - 8 décembre 2008, décédé
- Paul He Zeqing, 13 décembre 2008 -

## Statistiques
En 1950, le diocèse comptait 22 649 baptisés, pour une population de cinq millions d'habitants. D'autres statistiques faisaient état d'environ 60 000 baptisés pour une population d'1 700 000 habitants en 2009, pour dix-sept paroisses, la superficie du territoire étant différente.